# 数原三郎
数原 三郎（すはら さぶろう、明治23年（1890年）1月1日 - 昭和43年（1968年）5月24日）は、日本の実業家。三菱鉛筆会長。経済団体連合会、東京都商工信用金庫各理事。日本中小企業連盟、東京貿易会各会長。資産再評価審議会委員。日本関税協会常任理事。三菱鉛筆社長数原英一郎の祖父。

## 経歴・人物像
静岡県榛原郡初倉村に生まれた。数原国蔵の四男。
明治44年（1911年）東京高工応用化学科卒業。島根県日本夏帽各勤務を経て大正11年（1922年）大和鉛筆工場長となり真崎大和鉛筆創立に際し取締役に就任。昭和20年（1945年）7月社長に選ばれ三菱鉛筆と改称後も引続き在任す。
宗教は浄土宗・仏教。趣味は碁。住所は東京都品川区大井林町。墓所は養玉院如来寺。

## 家族・親族

### 数原家
（静岡県榛原郡初倉村（現島田市）、東京都）
- 父・國蔵[2]
- 妻・初瀬（石川県、金田園子養子[2]）
- 長男・年郎[2]
- 長女・千衣子[2]
- 次男・洋二[2]（実業家）

同妻・恭子（兵庫県士族・間組顧問平形知一四女）
同長男・英一郎（実業家）
- 三男・祥三[1]
- 四男[1]
- 五男[1]